# Спадковість (фільм)
«Спадковість» (англ. Hereditary) — американський фільм жахів 2018 року, режисерський дебют Арі Астера. Прем'єра відбулася на кінофестивалі «Санденс» 21 січня 2018. У березні 2018 року фільм був показаний на американському кінофестивалі South by Southwest. Прем'єра фільму в Україні збіглася з початком прокату фільму в світі 7 червня 2018 року. У фільмі показано сімейну драму з містичними подіями, які почалися після смерті бабусі. Бюджет фільму становив приблизно 10 мільйонів доларів.
Головні ролі у фільмі виконали Тоні Коллетт, Гебріел Бірн, Алекс Вулф та Міллі Шапіро.

## Сюжет
Енні Грехем (Тоні Коллетт), художниця-мініатюристка, живе зі своїм чоловіком Стівом (Габріел Бірн), їхнім сином-підлітком Пітером (Алекс Вулф) та 13-річною дочкою Чарлі (Міллі Шапіро). Мати Енні, Еллен, помирає у 78-річному віці, і на її похороні Енні розповідає, що мати була надзвичайно замкнутою та скритною. Пізніше Стіву телефонують із цвинтаря й повідомляють, що могилу Еллен осквернено, в цей час Енні здається, ніби вона бачить Еллен у своїй майстерні. Енні звертається до групи підтримки, розповідає, що члени її сім'ї, включаючи Еллен, страждали від психічних розладів. Брат наклав на себе руки, розповідаючи про те, що мати намагається «засунути в нього інших людей».
Пітер відпрошується у матері на вечірку, але Енні змушує його взяти з собою молодшу сестру Чарлі. На вечірці Чарлі їсть шоколадний торт, не знаючи, що в ньому подрібнені горіхи, на які в неї алергія. Вона впадає в анафілактичний шок і брат терміново повинен доставити її в лікарню. Дорогою до лікарні Чарлі стає нічим дихати, вона відкриває вікно в машині й висовує в нього голову. Намагаючись об'їхати труп тварини, що лежить на дорозі, Пітер вирулює ближче до узбіччя, і Чарлі головою вдаряється об стовп. Пітер до кінця не усвідомлює, що трапилося, і в сильному шоці повертається додому. Лягає спати, не попередивши батьків, а рано-вранці Енні виявляє обезголовлене тіло Чарлі.
У Пітера починаються галюцинації, в яких Чарлі все ще перебуває в будинку. Енні зустрічає одну з членів групи — Джоан (Енн Дауд). Джоан пропонує Енні допомогу та дає свою домашню адресу. Енні розповідає, що раніше страждала від лунатизму і одного разу прокинулася, стоячи перед ліжком Пітера та Чарлі. Вони були облиті скипидаром, а Енні тримала в руках сірники.

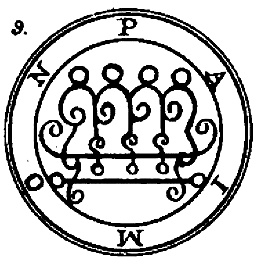
Печатка Пеймона, яку Енні знаходить на горищі свого будинку і яка подряпана на стовпі, через який померла Чарлі. Підвіску з такою самою печаткою носила й бабуся Еллен.

Пізніше Джоан розповідає Енні, що вона навчилася спілкуватися зі своїм мертвим онуком через спіритичний сеанс. Переконавши Енні взяти участь, вона показує, що зв'язок із померлими є реальним. Енні сниться кошмар, у якому вона розповідає Пітеру, що навмисно намагалася спровокувати викидень, коли була вагітна ним. Енні переконує свою сім'ю провести спіритичний сеанс та викликати дух Чарлі. Він закінчується тим, що сама по собі розбивається скляна шафа, а в Енні ніби вселяється Чарлі й починає говорити своїм голосом.
Енні бачить, як ручка сама малює в зошиті Чарлі свого брата Пітера мертвим. Енні розуміє, що дух Чарлі став злим. Вона кидає зошит у камін, але щойно вогонь поширюється на зошит, починає горіти рука самої Енні. У речах матері вона знаходить фотоальбом, що пов'язує Джоан з Еллен, а також книгу, в якій Еллен виділила розділ, в якому згадується демон Пеймон, «король Пекла», що воліє вселятися в тіла вразливих чоловіків. На горищі Енні знаходить обезголовлене тіло, яке вона вважає за труп Еллен. На стіні кров'ю намальовано печатку Пеймона. Поки Пітер перебуває на уроці, у нього починаються галюцинації, внаслідок яких він сам собі розбиває носа.
Енні показує Стіву тіло своєї матері та зошит із малюнками Чарлі, наполягаючи, щоб він спалив її. Стів відмовляється, вважаючи, що Енні втратила розум і сама принесла з цвинтаря труп Еллен. У результаті Енні сама кидає зошит у камін, але в цей момент Стів спалахує і згоряє вщент. Пітер прокидається, знаходить мертве тіло свого батька, і його починає переслідувати тепер уже одержима мати. Він тікає від неї і зачиняється на горищі. З темряви горища виходять інші послідовники культу, але в стелі з'являється Енні, яка починає обезголовлювати себе дротом. Пітер намагається втекти, вистрибнувши з вікна, але падає і непритомніє.
Здається, що пульсуюче світло входить у тіло Пітера. Він прокидається і слідує за левітуючим трупом Енні в будинок на дереві, де він знаходить короновану голову Чарлі, що лежить на статуї Пеймона, в той час як Джоан, інші члени культу і безголові трупи його матері та бабусі поклоняються йому. Він коронований Джоан, яка вітає його як Чарлі, і каже йому, що він Пеймон.

### Інтерпретація сюжету
У фільмі на одному з уроків, на якому перебуває Пітер, учитель розповідає про давньогрецьку міфологію. Це зроблено для того, щоб глядач помітив схожість сюжету фільму з давньогрецьким фаталізмом: «Абсолютна неминучість, ця сім'я не має змоги щось змінити». З цієї причини у фільмі з'явилися лялькові будиночки. Енні керує маленькими фігурками та відтворює в мініатюрі сцени з життя, так само, як деякі темні сили керують самою сім'єю Енні: «Кожна спроба хоч скільки контролювати те, що відбувається для них — приречена». Сцена, в якій Енні хоче спалити зошит із малюнками Чарлі, щоб пожертвувати собою заради порятунку сина, каже глядачеві про те, що «вибирати не їй». «Вона думає, що знайшла вихід, що вона може завершити все, якщо пожертвує собою. Але немає жодного виходу, як немає правил. У цієї гри своя, зла логіка».
Джоан дає заклинання Енні для виклику духу дочки. Ця сцена має змусити глядача трохи заплутатися. Енні читає текст, думаючи, що це частина спіритичного сеансу. Насправді це частина набагато темнішого ритуалу, запланованого її матір'ю та іншими сектантами. Енні повинна сама впустити у свій дім злий дух.
З самого народження душа Чарлі була замінена Пеймоном. Наступним, у кого вселився Пеймон, став Пітер. «Чарлі робить фігурки для того, щоб створити діораму, яка стане святилищем для Пеймона. Це також метафора того, що Пеймон робить із цією сім'єю. Якщо ви подивитесь на діораму, то побачите, що вони — обезголовлені фігурки, що схиляються до суті з головою голуба, з короною на голові, що дуже схоже на те, що показано в останній сцені фільму».

## У ролях
- Тоні Коллетт — Енні Грехем
- Гебріел Бірн — Стів Грехем
- Алекс Вулф — Пітер Грехем
- Міллі Шапіро — Чарлі Грехем
- Енн Дауд — Джоан
- Меллорі Бехтель — Бриджет
- Захарі Артур — латиноамериканець
- Марк Блокович — член групи підтримки
- Джейк Браун — Брендан
- Гейб Екерт — Стонер

## Знімальна група
- Продюсери: Бадді Патрік, Скотт Е. Честер, Бо Ферріс, Кевін Скотт Фрайкс, Джонатан Гарднер, Вільям Кей, Ларс Кнудсен, Райан Крестон, Джеффрі Пенман, Брендон Тамбуррі
- Режисер: Арі Астер
- Автор сценарію: Арі Астер
- Оператор: Павло Погожельський
- Композитор: Колін Стетсон

## Виробництво
Під час рекламної кампанії фільму режисер і сценарист Арі Астер говорив, що це не фільм жахів, а трагедія, яка перетворюється на кошмар . Фільмами, які, за словами Астера, вплинули на нього при створенні картини, були « Дитина Розмарі», «Шепіт та крик», « А тепер не дивись», " Керрі ", « Звичайні люди» . У 12-річному віці Арі Астер підслухав розмову батьків, в якій батько розповідав матері про те, як його глибоко вразив фільм Пітера Гріневея « Кухар, злодій, його дружина та її коханець». Астер вкрав касету з фільмом із відеопрокату та подивився стрічку. «Мене зачепило, наскільки штучним виглядає фільм — від операторської роботи до костюмів. У сухому залишку була неприкрита ненависть Ґрінуея до людства», — зізнався він пізніше .
Арі Астер кілька років не міг знайти продюсерів для фільму і зібрати знімальну команду, яка його влаштовувала б . Зйомки фільму розпочалися у лютому 2017 року в штаті Юта . Художник-постановник Грейс Юн розповіла, що Арі Астер взяв її у фільм через те, що вона вже мала досвід роботи над фільмами " Я — початок " і " Перша реформатська церква " і вони не були фільмами жахів. Астер було важливо, щоб його картина не виглядала як типовий представник жанру жахів.
Екстер'єри будинку сім'ї Грехем та будинки на дереві були зняті в Солт-Лейк-Сіті, всі інтер'єри (включаючи обидві версії будинку на дереві) були збудовані з нуля на спеціальній сцені. Це було зроблено для того, щоб у потрібні моменти стіни можна було прибрати для зйомок на більшій відстані, створюючи видимість лялькового будиночка . Створенням декорацій будинку займалася Грейс Юн під чітким наглядом режисера .
Початкова версія фільму тривала три години, але дистриб'ютор наполіг на скороченні фільму. У результаті вирізали тридцять сцен. За словами Астера, фільм зберіг початковий задум і нічого важливого при монтажі не втратив . На DVD та BluRay режисерської версії фільму не буде .

## Реліз
Вперше фільм був показаний на фестивалі " Санденс " 21 січня 2018 року. Відразу після цього на фільм з'явилися захоплені відгуки критиків, наприклад Thrillist писав: «Крики в залі були майже такими ж страшними, як те, що відбувалося на екрані», а Vanity Fair назвав фільм «страшною сенсацією Санденса» . Офіційний трейлер фільму вийшов 30 січня 2018 року .
У кінотеатрі Event Cinemas у передмісті Інналу, Австралія, перед початком сеансу дитячого фільму " Кролик Петрик ", показали трейлер «Реінкарнації». У залі було 40 дітей, батьки яких попросили кіномеханіка зупинити показ трейлера .
Офіційним прокатником фільму в США виступила компанія A24, в Україні — MMD UA. У широкий прокат фільм вийшов 7 червня 2018 року.

## Прийом

### Касові збори
«Реінкарнація» вийшла в прокат на 2964 екранах і показала найкращий старт серед усіх релізів незалежного дистриб'ютора A24, раніше найуспішнішим фільмом у цьому плані була " Відьма " Роберта Еггерса. За підсумками першого тижня прокату фільм зайняв четверте місце в бокс-офісі США після фільмів " Дедпул 2 " (14,1 млн. $), " Соло. Зоряні війни: Історії " (15,7 млн $) та «8 подруг Оушена» (41,6 млн $). Касові збори в Україні склали 623 657 грн. або 664 077 грн.

### Реакція критиків
Фільм «Спадковість» набув широкого визнання критиків. Агрегатор рецензій Rotten Tomatoes дав картині рейтинг у 89 %, ґрунтуючись на 358 оглядах, із середнім балом 8,3/10 . Агрегатор рецензій Metacritic дав їй 87 балів із 100 можливих на базі 49 рецензій . Згідно з опитуваннями Cinemascore, глядачі дали фільму середню оцінку D+ за шкалою від A+ до F . Практично всі критики зійшлися на думці з приводу чудово переданої похмурої, гнітючої атмосфери фільму і приголомшливої акторської гри Тоні Коллетт, можливо, найкращої в її кар'єрі . Багато хто порівняв фільм з такими картинами, як « Екзорцист», «Дитина Розмарі» та " Відьма " . Тижневик Time Out New York написав, що це «„Екзорцист“ нового покоління» .
Журнал Forbes у рейтингу найкращих фільмів жахів, що вийшли у прокат 2018 року, на першому місці поставив саме фільм «Спадковість».
За даними Rotten Tomatoes, фільм «Спадковість» посів друге місце (перше місце посіла стрічка « Тихе місце») у рейтингу найкращих фільмів жахів 2018 . За даними Metacritic, фільм очолив рейтинг (друге місце — " Тихе місце ") найкращих фільмів жахів 2018 року.